# 左胃動脈
人体の解剖学において、 左胃動脈（ひだりいどうみゃく、英語: left gastric artery）は、腹腔動脈から生じ、胃の小彎の上部に沿って走る。分枝は下部の食道に供給する。左胃動脈は右から左に走る右胃動脈と吻合する。

## 臨床的意義
疾患としては、左胃動脈は消化性潰瘍に関わっている可能性がある。潰瘍が胃の粘膜を通って動脈の分枝に入り込むと、胃に大量の失血を引き起こし、吐血やメレナなどの症状が出ることがある。

## イメージ
|  |  |  |
|  |  |  |